# Haas VF-21
A Haas VF-21 egy Formula–1-es versenyautó, melyet a Dallara készített és a Haas F1 Team versenyeztetett a 2021-es Formula–1 világbajnokságban. Pilótái ebben az évben két újonc, Nyikita Mazepin és az előző évi Formula–2-es bajnok, Mick Schumacher voltak. Mazepin egy Oroszországot sújtó szankció miatt nem indulhatott hazája zászlaja és himnusza alatt, helyette a RAF (Orosz Automobil Szövetség) megjelölést használták.

## Áttekintés
A VF-21-es gyakorlatilag nem más, mint a VF-20-as minimális mértékben áttervezett változata. Ez azért alakult így, mert a 2021-es évben, a következő évi szabályváltozásokra tekintettel, valamennyi csapat a 2020-as konstrukcióját fejleszthette tovább, hogy inkább az új formulára koncentrálhassanak. Gyakorlatilag a leszorítóerővel kapcsolatosan egyébként is kötelező átalakításokon túl nem sokban különbözik a VF-20-astól. Akárcsak az elődöt, ezt is a Ferrari erőforrása hajtotta. A festése jelentős mértékben megújult, ugyanis leginkább az orosz nemzeti színekre emlékeztető fehér-kék-piros csíkozást kapott az autó. Mivel Mazepin orosz pilóta, és az egyik új szponzor, az Uralkali is orosz volt. Emiatt a csapat sok szemrehányást is kapott (különösen mert az érvényben lévő szankciók miatt az orosz zászlót nem is lehetett volna használni). Günther Steiner csapatfőnök erre csak annyit mondott, hogy a csapat amerikai és az amerikai zászlónak is ezek a színei. A pilóták overallja is különbözött: míg Mazepinén az Uralkali, addig Schumacherén a német telekommunikációs cég 1&1 logója volt.

## A szezon
Mivel az autó a VF-20-as minimális átdolgozása volt, és már az is egy híresen gyenge autó volt, a Haas tulajdonképpen elengedte a komplett 2021-es évet, hogy 2022-re készülhessenek. Mindössze a második futamra, az emilia-romagna nagydíjra hoztak újításokat, de azok annyira aprók voltak, hogy fejlesztési zsetont sem kellett elhasználniuk. Így a Haas lett az egyetlen csapat az idényben, mely nem használt zsetonokat.Időközben az is kiderült, hogy két különböző kasztnit építettek, és Mazepiné nehezebb volt, ezt a belga futamon már orvosolták.
Ennek megfelelően az év is meglehetősen rosszul alakult számukra: rendre kiestek már az időmérő első szakaszában, és a versenyeket is túlnyomórészt az utolsó helyeken fejezték be. A nehézkes vezethetőség próbára tette az újonc pilóták képességeit, különösen Mazepin volt az, aki számtalanszor megpördült a pályán, emiatt a nem túl hízelgő "Mazespin" gúnynévvel illették. A bajnokság utolsó helyéről mindössze az azerbajdzsáni nagydíjon tudtak elmozdulni egyetlen futam erejéig, viszonylag jónak mondható helyezésükkel. Mazepin a kaotikus és igen rövid belga futamon a biztonsági autó mögött megfutotta a verseny leggyorsabb körét, azonban ezt utóbb törölték és a leggyorsabb kör díját ki sem osztották, figyelemmel a szélsőséges időjárási körülményekre. Törökországban Mick Schumacher képes volt az időmérőn az autót erőből bejuttatni a Q2-be, ami a csapat az évi csúcsteljesítménye volt. Mazepin az utolsó futamon koronavírus-fertőzés miatt nem indult.

## Eredmények
| Év   | Csapat       | Motor         | Gumik | Pilóta          | Nagydíjak | Nagydíjak  | Nagydíjak  | Nagydíjak     | Nagydíjak | Nagydíjak    | Nagydíjak     | Nagydíjak    | Nagydíjak | Nagydíjak      | Nagydíjak    | Nagydíjak | Nagydíjak | Nagydíjak   | Nagydíjak   | Nagydíjak   | Nagydíjak | Nagydíjak | Nagydíjak | Nagydíjak | Nagydíjak    | Nagydíjak               | Pontok | Helyezés |
| Év   | Csapat       | Motor         | Gumik | Pilóta          | Bahrein   | San Marino | Portugália | Spanyolország | Monaco    | Azerbajdzsán | Franciaország | Stájerország | Ausztria  | Nagy-Britannia | Magyarország | Belgium   | Hollandia | Olaszország | Oroszország | Törökország | USA       | Mexikó    | Brazília  | Katar     | Szaúd-Arábia | Egyesült Arab Emírségek | Pontok | Helyezés |
| ---- | ------------ | ------------- | ----- | --------------- | --------- | ---------- | ---------- | ------------- | --------- | ------------ | ------------- | ------------ | --------- | -------------- | ------------ | --------- | --------- | ----------- | ----------- | ----------- | --------- | --------- | --------- | --------- | ------------ | ----------------------- | ------ | -------- |
| 2021 | Haas F1 Team | Ferrari 065/6 | P     | Nyikita Mazepin | KI        | 17         | 19         | 19            | 17        | 14           | 20            | 18           | 19        | 17             | KI           | 17        | KI        | KI          | 18          | 20          | 17        | 18        | 17        | 18        | KI           | NI                      | 0      | 10.      |
| 2021 | Haas F1 Team | Ferrari 065/6 | P     | Mick Schumacher | 16        | 16         | 17         | 18            | 18        | 13           | 19            | 16           | 18        | 18             | 12           | 16        | 18        | 15          | KI          | 19          | 16        | KI        | 18        | 16        | KI           | 14                      | 0      | 10.      |

- † – Nem fejezte be a futamot, de rangsorolva lett, mert teljesítette a versenytáv 90%-át.

## Fordítás
- Ez a szócikk részben vagy egészben  a   Haas VF-21 című angol Wikipédia-szócikk ezen változatának fordításán alapul.  Az eredeti cikk szerkesztőit annak laptörténete sorolja fel. Ez a jelzés csupán a megfogalmazás eredetét és a szerzői jogokat jelzi, nem szolgál a cikkben szereplő információk forrásmegjelöléseként.